# Carlos Abascal
José Carlos María Abascal Carranza (ur. 14 czerwca 1949 w Meksyku, zm. 2 grudnia 2008 tamże) – meksykański prawnik, publicysta i polityk Partii Akcji Narodowej. W latach 2000–2005 minister pracy i opieki społecznej z nominacji prezydenta Vicentego Foksa; w latach 2005–2006 sekretarz stanu.
Był synem przywódcy Narodowego Związku Synarchicznego, Salvadora Abascala Infante.